# Lượng tử
Trong vật lý, lượng tử là số lượng tối thiểu của bất kỳ thực thể vật lý (thuộc tính vật lý) tham gia vào một sự tương tác. Khái niệm cơ bản rằng một thuộc tính vật lý có thể được "lượng tử hóa" được gọi là "giả thuyết lượng tử hóa ". Điều này có nghĩa là độ lớn của thuộc tính vật lý chỉ có thể nhận các giá trị rời rạc bao gồm các bội số nguyên của một lượng tử.
Ví dụ, một photon là một lượng tử ánh sáng (hoặc bất kỳ dạng bức xạ điện từ nào khác). Tương tự, năng lượng của một electron liên kết bên trong nguyên tử được lượng tử hóa và chỉ có thể tồn tại ở một số giá trị rời rạc nhất định. (Nguyên tử và vật chất nói chung là ổn định vì các điện tử chỉ có thể tồn tại ở các mức năng lượng riêng biệt trong nguyên tử.) Lượng tử hóa là một trong những nền tảng của vật lý rộng lớn hơn nhiều của cơ học lượng tử. Lượng tử hóa năng lượng và ảnh hưởng của nó đến cách năng lượng và vật chất tương tác (điện động lực học lượng tử) là một phần của khuôn khổ cơ bản để hiểu và mô tả thiên nhiên.

## Tài nguyên và khám phá
Từ gốc quantum là số ít trung tính của Latin quantus tính từ nghi vấn, có nghĩa là "bao nhiêu". "Quanta", số nhiều trung tính, viết tắt của "lượng tử điện" (electron), được sử dụng trong một bài báo năm 1902 về hiệu ứng quang điện của Philipp Lenard, người cho rằng Hermann von Helmholtz đã sử dụng từ này trong lĩnh vực điện. Tuy nhiên, từ lượng tử nói chung đã được biết đến nhiều trước năm 1900, ví dụ như lượng tử được sử dụng trong EA Poe's Loss of Breath. Nó thường được sử dụng bởi các bác sĩ, chẳng hạn như trong thuật ngữ lượng tử thỏa mãn. Cả Helmholtz và Julius von Mayer đều là bác sĩ cũng như nhà vật lý. Helmholtz đã sử dụng lượng tử liên quan đến nhiệt trong bài báo của ông  về công trình của Mayer, và từ lượng tử có thể được tìm thấy trong công thức của định luật nhiệt động lực học đầu tiên của Mayer trong bức thư của ông  ngày 24 tháng 7 năm 1841.
Năm 1901, Max Planck sử dụng quanta có nghĩa là "lượng tử của vật chất và điện", khí và nhiệt. Năm 1905, để đáp lại công trình của Planck và công trình thí nghiệm của Lenard (người đã giải thích kết quả của mình bằng cách sử dụng thuật ngữ lượng tử điện), Albert Einstein cho rằng bức xạ tồn tại trong các gói bản địa hóa không gian mà ông gọi là "lượng tử ánh sáng" ("Lichtquanta").
Khái niệm lượng tử hóa bức xạ được phát hiện vào năm 1901 bởi Max Planck, người đã cố gắng tìm hiểu sự phát bức xạ từ các vật thể bị nung nóng, được gọi là bức xạ vật đen. Bằng cách giả định rằng năng lượng chỉ có thể được hấp thụ hoặc giải phóng trong các gói nhỏ, vi phân, rời rạc (mà ông gọi là "bó", hay "phần tử năng lượng"), Planck đã tính đến một số vật thể thay đổi màu sắc khi bị đốt nóng. Vào ngày 14 tháng 12 năm 1900, Planck báo cáo những phát hiện của mình cho Hiệp hội Vật lý Đức, và lần đầu tiên giới thiệu ý tưởng lượng tử hóa như một phần trong nghiên cứu của ông về bức xạ vật đen. Kết quả của các thí nghiệm của mình, Planck đã suy ra giá trị số của h, được gọi là hằng số Planck, và báo cáo các giá trị chính xác hơn cho đơn vị điện tích và số Avogadro – Loschmidt, số phân tử thực trong một mol, cho Hội Vật lý Đức. Sau khi lý thuyết của mình được xác thực, Planck đã được trao giải Nobel Vật lý cho khám phá của ông vào năm 1918.

## Lượng tử hóa
Khái niệm cơ bản rằng một tính chất vật lý có thể được "lượng tử hóa" được gọi là "giả thuyết lượng tử hóa". Điều này có nghĩa là độ lớn của tính chất vật lý chỉ có thể đảm nhận các giá trị cụ thể bao gồm bội số nguyên của một lượng tử.
Ví dụ, một photon là một lượng tử ánh sáng (hoặc bất kỳ dạng bức xạ điện từ nào khác). Tương tự, năng lượng của một electron liên kết trong một nguyên tử được lượng tử hóa và chỉ có thể tồn tại trong một số giá trị bội của nó. (Thật vậy, các nguyên tử và vật chất nói chung đều ổn định vì các electron chỉ có thể tồn tại ở các mức năng lượng riêng biệt trong một nguyên tử.) Lượng tử hóa là một trong những nền tảng của vật lý lượng tử rộng hơn nhiều. Lượng tử hóa năng lượng và ảnh hưởng của nó đối với cách năng lượng và vật chất tương tác (điện động lực học lượng tử) là một phần của khung cơ bản để hiểu và mô tả thiên nhiên.
Trong khi lượng tử hóa lần đầu tiên được phát hiện trong Bức xạ điện từ, nó mô tả một khía cạnh cơ bản của năng lượng không chỉ giới hạn ở các Photon.. Trong nỗ lực đưa lý thuyết vào thỏa thuận với thực nghiệm, Max Planck đã quy định rằng năng lượng điện từ được hấp thụ hoặc phát ra trong các gói hoặc lượng tử riêng biệt.